# Pelagopleura australis
Pelagopleura australis är en ryggsträngsdjursart som först beskrevs av Buckmann 1924.  Pelagopleura australis ingår i släktet Pelagopleura och familjen lysgroddar.
Artens utbredningsområde är Södra Ishavet. Inga underarter finns listade i Catalogue of Life.